# Бранко Рашовић
Бранко Рашовић (Подгорица, 11. април 1942 — Београд, 11. октобар 2024) био је југословенски фудбалер. Наступао је за Будућност, Партизан, Борусију Дортмунд и био југословенски фудбалски репрезентативац и тренер.

## Клупска каријера

### Будућност
Рашовић је са фудбалом почео у Будућности из Подгорице. Играо је на месту центархалфа. Био је висок и одлично је играо главом. Већ као омладинац је био запажен и добио је позиве за омладинску и младу репрезентацију Југославије.
У фудбалској сезони 1961/62 је успео да се са својим тадашњим клубом Будућност из Титограда пласира у прву југословенску лигу. Играо је једну сезону 1962/63 у прволигашкој конкуренцији, али је Будућност опет испала у другу лигу. Следећу сезону је играо у друголигашкој конкуренцији, али је добио позив од Партизана и у сезони 1964/65 опет је заиграо у прволигашкој конкуренцији.

### Партизан
Рашовић је у Партизану играо пет година, од 1964. па до 1969. године. Већ прве сезоне по доласку у нови тим, 1964/65 усталио се у првој једанаесторки и освојио титулу шампиона Југославије. Те прве сезоне је одиграо седамнаест првенствених утакмица за Партизан.
За Партизан је одиграо укупно 210 утакмица и постигао је два гола, ниједан у првенству.
На интернационалном плану је за Партизан одиграо тридесет и девет утакмица и постигао је један гол. Круна каријере му је била утакмица у Купу шампиону 1966. године одиграна у Бриселу, када је Партизан у финалу играо против Реала из Мадрида.

### Борусија Дортмунд
После Партизана, Рашовић 1969. године прелази у Немачког прволигаша Борусију из Дортмунда. У првој лиги се Борусија задржава у наредне три сезоне, а у наредне две сезоне 1972–73 и 1973–74 игра у регионалној немачкој лиги. То је уједно била и задња Рашовићева сезона активног професионалног играња.
У Борусији је провео пет сезона и одиграо је 78 прволигашких утакмица и 30 утакмица регионалне лиге. Укупно је одиграо 109 лигашких утакмица за Борусију.
Био је први страни играч у историји овог клуба који је наступао за Борусију Дортмунд.

## Репрезентативна каријера
Рашовић је свој деби за сениорску репрезентацију Југославије имао 1. априла 1964. године, на пријатељској утакмици против Бугарске. Утакмица је одиграна на стадиону Радничког из Ниша, познатијем као Чаир. Пред 10.000 гледалаца утакмица се завршила победом Југославије са 1-0.
Од репрезентације се Рашовић опростио 7. октобра 1967. године на утакмици која се играла у оквиру квалификација за европско првенство против Немачке. Утакмица се играла у Хамбургу пред 70.573 гледалаца и завршила се победом Немачке са 3:1. И поред овог пораза Југославија се квалификовала за Европско првенство и забележила је један од највећих успеха. Играла је други пут у својој историји у финалу Европског првенства.
Рашовић је за сениорску репрезентацију Југославије одиграо укупно 10 утакмица.

## Тренерска каријера
Тренерским послом Рашовић је почео да се бави од 1978. године у Партизану. Ту је остао све до свог одласка у спортску пензију 2008. године.

## Играчка статистика у ФК Партизан
Статистика са Партизановог сајта:
| Такмичење               | Број утакмица | Број голова |
| ----------------------- | ------------- | ----------- |
| Првенствене             | 96            | 0           |
| Интернационалне         | 29            | 0           |
| Пријатељске             | 59            | 1           |
| Куп Југославије         | 1             | 0           |
| Куп европских шампиона  | 9             | 0           |
| Средњоевропски Куп      | 1             | 1           |
| Куп Ослобођења Београда | 2             | 0           |
| Турнир у Мостару        | 2             | 0           |
| Укупно                  | 210           | 2           |